# 雷威遠
雷威遠（1956年—2003年3月14日），綽號雷胖，為台灣男性演員、配音員。籍貫安徽鳳陽，畢業於世界新聞專科學校廣播電視科。

## 生平
1980年代加入中視為基本演員，因大嗓門及憨厚外型，多飾演好人，一生演出作品計百餘部。亦參與配音工作，最為人熟知的配音作品便是台視《百戰天龍》國語配音版的老皮。
1998年結婚，不曾生育。
2003年，參與朱延平電影《超級模範生》拍攝時。心肌梗塞猝逝，享年47歲。

## 演員作品

### 電視劇
- 一加一不等於二（1983）
- 降龍羅漢（1984）飾雷鳴
- 一剪梅（1984）飾周小大
- 東方神話故事—目蓮救母（1985）飾火焰王
- 心聲淚痕（1985）飾小馬
- 封神榜（1986）飾紂王
- 如果有來生（1986）
- 我曾經愛過（1986）
- 想念的季節（1987）
- 大野英豪（1987）
- 情義無價（1988）飾錢震
- 媽媽·吉利·小叮噹（1988）飾朱致強
- 貂蟬（1988）飾牛輔
- 女人四十一枝花（1989）
- 好小子吉利（1990）飾石五郎
- 我愛芳鄰（1990）
- 男人活該（1991）飾郝衛道
- 仙人掌花（1993）
- 遊龍驚鳳（1998）
- 花系列 孽女花（1999）飾雷仕傑
- 又是一個戀愛天（2001）
- 新不了情（2002）
- Hi 上班女郎（2003）飾宜伶父
- 粉紅教父小甜甜（2003）飾老柯

### 電影
- 典妻（1986）
- 開錯車（1986）

### 舞台劇
- 一口箱子（1977）
- 駱駝祥子（1994）
- 疼惜子孫萬代（1995）
- 梁祝四十（2003）

## 配音作品
- 主要角色名稱以粗體顯示。
- 以下皆為國語配音。

### 台灣戲劇
| 播映年份 | 作品名稱           | 配演角色                      | 角色演員                | 配音領班 | 首播平台 | 備註                           |
| -------- | ------------------ | ----------------------------- | ----------------------- | -------- | -------- | ------------------------------ |
| 1992     | 新白娘子傳奇       |                               |                         | 陳明陽   | 台視     |                                |
| 1992     | 刺馬               |                               |                         | 陳明陽   | 台視     |                                |
| 1996     | 情定少林寺         | 玄苦 唐玄宗                   | 時樹成 黃春伯           | 陳明陽   | 中視     | 只配第一集                     |
| 1998     | 虯髯客與紅拂女     | 徐福 葛九 孟讓 平通           | 高戰 彭岳蓬 韓東 趙彥民 | 杜滿生   | 超視     |                                |
| 1998     | 霹靂菩薩           | 張萬里                        | 傅雷                    | 杜滿生   |          | 第三單元:殺手有情              |
| 1998     | 雍正大帝           | 索額圖                        | 何中天                  | 孫德成   | 台視     | 大陸版名《雍正 小蝶 年羹堯》   |
| 1999     | 絕代雙驕           | 江別鶴 鐵戰（出惡人谷前）     | 王道 劉家榮             | 呂佩玉   | 台視     |                                |
| 1999     | 乞丐郎君千金女     | 蓋蘇文（前期） 劉文遠（前期） | 王伯昭 王建國           | 楊少文   | 民視     | 大陸國語版名《王寶釧與薛平貴》 |
| 2000     | 包公出巡之夢回青樓 | 巴人傑                        | 陸一龍                  | 杜滿生   | 台視     | 第二單元                       |
| 2000     | 包公出巡之明鏡高懸 | 蔡鏢頭 王二                   |                         | 杜滿生   | 台視     | 第三單元                       |
| 2000     | 包公奇案之情花劫   | 李慶甫                        | 王孫                    | 杜滿生   | 台視     | 第三單元                       |
| 2001     | 西螺七崁           | 金知縣                        |                         | 呂佩玉   | 華視     | 大陸版名《少林七崁》           |
| 2002     | 新蜀山劍俠         | 苗燒天 長眉真人               | 李立群 洪金寶           | 徐健春   | 中視     |                                |
| 2002     | 移山倒海樊梨花     | 樊洪                          | 張復建                  | 孫德成   | 民視     | 國語版                         |
| 2002     | 絕世雙驕           | 魚老大 馬總管                 | 徐錦江 力牛             | 王華怡   | 華視     |                                |
| 2002     | 風雲               | 劍聖 第三豬皇                 | 劉喜 程思寒             | 袁光麟   | 中視     |                                |

### 中國大陸戲劇
| 播映年份 | 作品名稱         | 配演角色             | 角色演員             | 配音領班 | 首播平台 | 備註                             |
| -------- | ---------------- | -------------------- | -------------------- | -------- | -------- | -------------------------------- |
| 2000     | 俠女闖天關       | 陸鼎文               | 李保安               | -        | 台視     |                                  |
| 2001     | 偷龍轉鳳         | 劉瑾                 | 張惠中               | 呂佩玉   | 中視     | 台灣配音版；大陸版名《絕色雙嬌》 |
| 2002     | 拍案驚奇之龍雀配 | 崔浩 程萬里 宰相     | 張惠中 左百學 張勳綬 | 王華怡   | 華視     | 大陸版名《無敵縣令》             |
| 2002     | 拍案驚奇之古井冤 | 董衍 方捕頭 老余     | 潘虹 左百學 朱通     | 王華怡   | 華視     | 大陸版名《無敵縣令》             |
| 2003     | 金劍雕翎         | 毒手藥王 蘇萬全 左飛 | 王赤 趙書君 付曉東   | 康殿宏   |          |                                  |
| 2004     | 楊門女將         | 孟良 穆羽            |                      | 呂佩玉   | 台視     |                                  |
| 2004     | 皇后進宮         | 宋大河 仇宇          | 倪土 程相銀          | 袁光麟   | 中視     | 台灣配音版                       |
| 2004     | 小魚兒與花無缺   | 李大嘴               | 程相銀               |          | 中視     |                                  |

### 中國大陸電影
- 1991《逃學威龍》：黃局長(奪命剪刀腳) 黃炳耀飾
- 1994《賭俠2之上海灘賭聖》：王局長(奪命剪刀腳) 黃炳耀飾
- 1994《九品芝麻官》：協理大臣、李連英公公(內務府總管五品官) 劉洵飾

### 歐美動畫
- 《小熊維尼歷險記》：貓頭鷹
- 《航空小英雄》：巴魯※舊配音版本
- 《彭彭丁滿歷險記》：其它客串角色
- 《唐老鴨新傳》：其它客串角色
- 《米老鼠群星會》：火雞

### 歐美劇
- 《百戰天龍》：老皮
- 《銀河飛龍》：畢凱艦長

### 日本動畫電影
- 《魔法公主》：疙瘩和尚
- 《大雄的太陽王傳說》：伊西曼

### 歐美動畫電影
- 《石中劍》：黑克特爵士
- 《星銀島》：艾羅先生
- 《森林王子》：巴魯
- 《森林王子2》：巴魯
- 《變身國王》：貝查
- 《木偶奇遇記》：馬車伕
- 《小熊維尼》：貓頭鷹
- 《勇闖黃金城》：坦那酋長
- 《恐龍》：寇倫
- 《大力士》：德米特里
- 《風中奇緣2：倫敦之旅》：約翰·雷特克里夫
- 《花木蘭》：老祖宗
- 《玩具總動員2》：艾爾(公雞人)
- 《星際寶貝》：強霸博士

### 海外遊戲
- 《真·三國無雙》：董卓、呂蒙

## 主持節目
- 中視綜藝節目《歡樂大酒店》（1989，與周麟、楊少文、張靜懿同任助理主持）[6]
- 中視兒童節目《歡樂列車》（單元〈小心眼〉主持）

## 外部連結
- 雷威遠在互联网电影资料库（IMDb）上的資料（英文）（英文）